# Edith Baumann
Edith Baumann (Berlín, 1 de agosto de 1909-Berlín Este, 7 de abril de 1973) fue una política de la República Democrática Alemana (RDA). Fue cofundadora de la Juventud Libre Alemana, la organización juvenil que tras 1946 se convertiría en la rama juvenil del Partido Socialista Unificado de Alemania (SED, por sus siglas en alemán), el partido dirigente de la RDA. Desde 1946 hasta su muerte en 1973 fue miembro del Comité Central del SED.
Las fuentes a veces la identifican como Edith Honecker-Baumann. Entre finales de los años 1940 y mediados de los años 1950 estuvo casada con Erich Honecker, que en aquel momento era presidente de la Juventud Libre Alemana y entre 1971 y 1989 fue secretario general del Comité Central del SED, del cual tuvo a su Erika, nacida en 1950. 

## Vida

### Origen y edad temprana
Edith Baumann nació en una familia de clase trabajadora en Prenzlauer Berg, en aquellos años un barrio de reciente desarrollo en límite sur de Berlín. Su padre era un obrero de la construcción y ella estudió en una escuela local, formándose como mecanógrafa.
Entre 1925 y 1929 trabajó como mecanógrafa para un mayorista farmacéutico y continuó en una sucesión de trabajos de mecanografía. En 1925 se unió a la Juventud Socialista Obrera (en alemán: Sozialistische Arbeiter-Jugend, SAJ), de la que fue miembro hasta 1931. Entre 1925 y 1933 también estuvo afiliada al sindicato Zentralverband der Angestellten (ZdA).   En 1931 se unió al Partido de los Trabajadores Socialistas de Alemania (en alemán: Sozialistische Arbeiterpartei Deutschlands, SAPD), que se creó ese mismo año como escisión del Partido Socialdemócrata de Alemania. También fue una líder de la Sozialistischer Jugend-Verband Deutschlands (SJV / SJVD ), la rama juvenil del SAPD.

### Alemania nazi
El ascenso al poder de Adolf Hitler en enero de 1933 llevó al SAPD formar parte de la resistencia. En el congreso del SAPD en marzo de 1933, Edith Baumann fue elegida para formar parte de la ejecutiva del partido y se dedicó a lo que, a partir de entonces, se consideraba «trabajo ilegal del partido». Durante este periodo, entre abril y agosto de 1933, Baumann se mantenía trabajando como mecanógrafa para la "Agencia Nacional de Productos Lácteos, Aceites y grasas" (Reichsstelle für Milcherzeugnisse, Öle u. Fett) en Berlín, hasta que fue detenida en agosto de 1933.
Baumann estuvo detenida durante más de un año. Primero en la prisión de Berlín-Moabit y después en la prisión de mujeres de Barnimstrasse. Fue llevada a juicio en diciembre de 1934 y condenada por el Tribunal del Pueblo a tres años por preparación para cometer alta traición  (Vorbereitung zum Hochverrat). Finalmente fue puesta en libertad en octubre de 1936.   Entre 1936 y 1938 trabajó como mecanógrafa para un abogado de patentes berlinés y entre 1936 y 1945 trabajó como contable.

### Zona de ocupación soviética
Tras el fin de la guerra en mayo de 1945, buena parte de los alrededores de Berlín pasaron a ser controladas por la Unión Soviética. En septiembre de 1945, Edith Baumann fue reclutada para trabajar con Erich Honecker para establecer la Juventud Libre Alemana (FDJ). Aunque la organización tenía sus raíces en los años 1930, este fue un nuevo comienzo para la organización que sería uno de los pilares sociales y políticos de la futura República Democrática Alemana. Baumann comenzó como secretaria general y luego pasó a ser vicepresidenta, posición que mantendría hasta 1949.
En 1946, tras la fusión del Partido Comunista de Alemania y el Partido Socialdemócrata de Alemania en el nuevo Partido Socialista Unificado de Alemania (SED), Baumann pasó a formar parte de la ejecutiva (Parteivorstand) y de su Comité Central.

### República Democrática Alemana

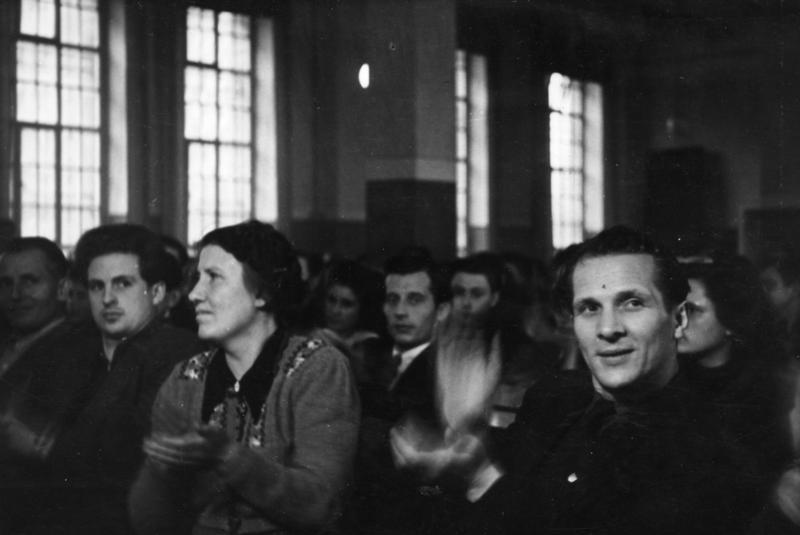
Edith Baumann (centro-izquierda) y Erich Honecker (derecha) aplaudiendo en el Congreso de Activistas Jóvenes del "Treuhandbetrieb"
Weißensee, 13 de noviembre de 1948

En octubre de 1949 la zona de ocupación soviética data paso a la República Democrática Alemana (Alemania del Este), un nuevo estado alemán de carácter socialista.  Entre 1949 y 1953, Baumann formó parte de la secretaría del Comité Central, sirviendo también, entre 1953 y 1955, como secretaria regional del partido en Berlín. Entre 1955 y 1961  encabezó grupos de trabajo y la sección de la mujer en el Comité Central. El cénit de su carrera fue el periodo entre 1958 y 1963, cuando fue candidata a miembro del Politburo, aunque finalmente no ingresaría en este. Simultáneamente entre 1961 y 1963 tuvo responsabilidades en el Comité Central sobre el comercio y distribución de productos ligeros y alimentos. Después, hasta 1973, su carrera cambió a la política local de Berlín, donde sirvió como consejera y secretaria del grupo ejectuvo de la ciudad ("Magistrat von Berlin").
Baumann fue diputada de la Cámara Popular desde su fundación en 1949 hasta la muerte de Baumann en 1973, primero como representante de la Juventud Libre Alemana y después como miembro del Partido Socialista Unificado de Alemania.
En 1947, Edith Baumann fue cofundadora de la Federación Democrática de Mujeres de Alemania, una de las organizaciones de masas con representación directa en la Cámara Popular. Baumann formó parte de la ejecutiva hasta 1964.

### Muerte
Edith Baumann murió en Berlín Este el 7 de abril de 1973. Erich Honecker lideró el luto en su funeral.   La urna que contiene sus cenizas fue colocada en la sección del cementerio principal de Berlín reservado para líderes políticos y personas con altos honores en la República Democrática Alemana.

## Premios y honores
- 1955 Medalla Clara Zetkin[6]
- 1955 Orden del Mérito Patriótico, plata[7]
- 1959 Bandera del Trabajo[8]
- 1960 Bandera del Trabajo[9]
- 1965 Orden del Mérito Patriótico, oro[1]
- 1969 Orden del Mérito Patriótico, oro[1]